# ワッパープッタランシー
ワッパープッタランシー（タイ語: วัดป่าพุทธรังษี、英語: Wat Pa Buddharangsee）は、東京都八王子市宮下町にあるタンマユット派タイ仏教寺院。タイ語や英語では、他国に置かれている同名の寺院と区別するためにワッパープッタランシー東京（タイ語: วัดป่าพุทธรังษี โตเกียว、英語: Wat Pa Buddharangsee Tokyo）と呼ばれることも少なくない。

## 沿革
2009年6月28日にワッパープッタランシー八王子寺院の落慶法要が執り行われ、日本人と在日タイ人あわせて約200名の仏教徒が法要に参列して寺院の完成を祝った。
2015年4月9日、八王子寺院で火事が発生して境内全域が被災した。このとき寺院全体が被害に見舞われたものの、仏僧4名が全員無事だったことは不幸中の幸いであった。この火災を知った駐日タイ王国大使館は直ちに救援を差し伸べ、仏僧たちが安全に休める場所を提供したいと申し出た。
火災の後は信者や有力者の浄財により寺院の再建が進められ、とりわけ2018年6月には、タイの法人であるシリワタナパクディ財団、タイ・ビバレッジ、OISHIの三者が代表して新たな建物を寄進する形で改めて落慶法要が執り行われた。

## 特色
- 国道411号から杏林大学八王子キャンパスに向かう坂道のふもとにあるタンマユット派（タイ語版、英語版）のタイ仏教寺院。2009年6月に落慶した[3]。
- 在日タイ人が運営しており、タイの四季折々の季節にまつわるイベントを実施している。

## アクセス
- 〒192-0005 東京都八王子市宮下町482
- JR線八王子駅、京王線京王八王子駅から戸吹行きの西東京バスに乗り、宮下バス停下車。